# Revolución tecnológica
La revolución tecnológica  es un proceso dentro de la historia donde ocurre un cambio importante al introducirse una u otra nueva tecnología. Su implementación, es decir, su puesta en marcha, marca una época de progreso, Investigación y desarrollo, e innovación, en una serie de aspectos de la sociedad. Sin embargo, a su vez puede generar un impacto negativo en el ambiente o generar lo que se llama paro tecnológico (generalmente denominado desempleo tecnológico).
Un concepto similar y complementario es el de la evolución tecnológica, cuyo autor es el filósofo checo Radovan Richta.
revolucion tecnologica es aquella van Rita. Este consiste principalmente en describir el desarrollo histórico de la tecnología, y por lo tanto desarrolla las distintas revoluciones tecnológicas que han existido en el desarrollo de la
sociedad humana.
A diferencia de los cambios tecnológicos, la revolución tecnológica comprende un período en donde se desarrollan e introducen casi simultáneamente más de una tecnología en la sociedad, produciendo cambios profundos dentro de la vida humana. Estos cambios producen una serie de revoluciones (transformaciones importantes) ya sea en materia científica, económica, y técnica, como en relación con el trabajo, y como en relación con los sistemas de dirección y organización de la producción, sin dejar de lado tampoco lo referente a la ecología y a la educación, así como lo vinculado a los sistemas de salud, de alimentación, y de comunicaciones, etc.

## Descripción
La revolución tecnológica se enmarca en un proceso de transformaciones a nivel de eficiencia y productividad, y esto afecta tanto a cambios materiales como también a cambios relativos al aprendizaje, el desarrollo gerencial, el área de los conocimientos y de la interacción social, etc.
Se denotan dos clasificaciones en lo relativo a las revoluciones tecnológicas:
(A) A nivel sectorial: Los cambios afectan un determinado aspecto de la sociedad. Ejemplo revoluciones de los sistemas de información o revoluciones comunicacionales.
(B) A nivel general: Son varias revoluciones tecnológicas interconectadas, que logran afectar la organización de la sociedad, lo que Involucra cambios sustanciales en relación con la cultura. Un ejemplo de ello es la llamada Segunda Revolución Industrial.

## Historia

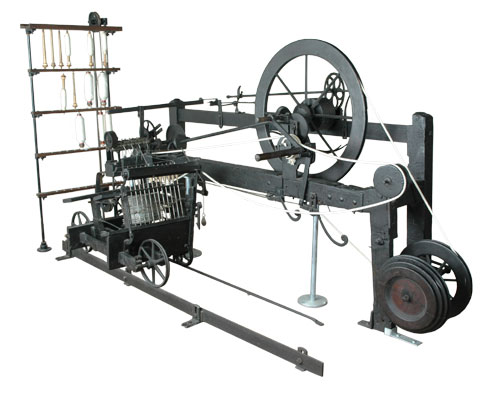
La Hiladora Jenny aumentó en gran medida la productividad de la fabricación de hilos en comparación con rueca

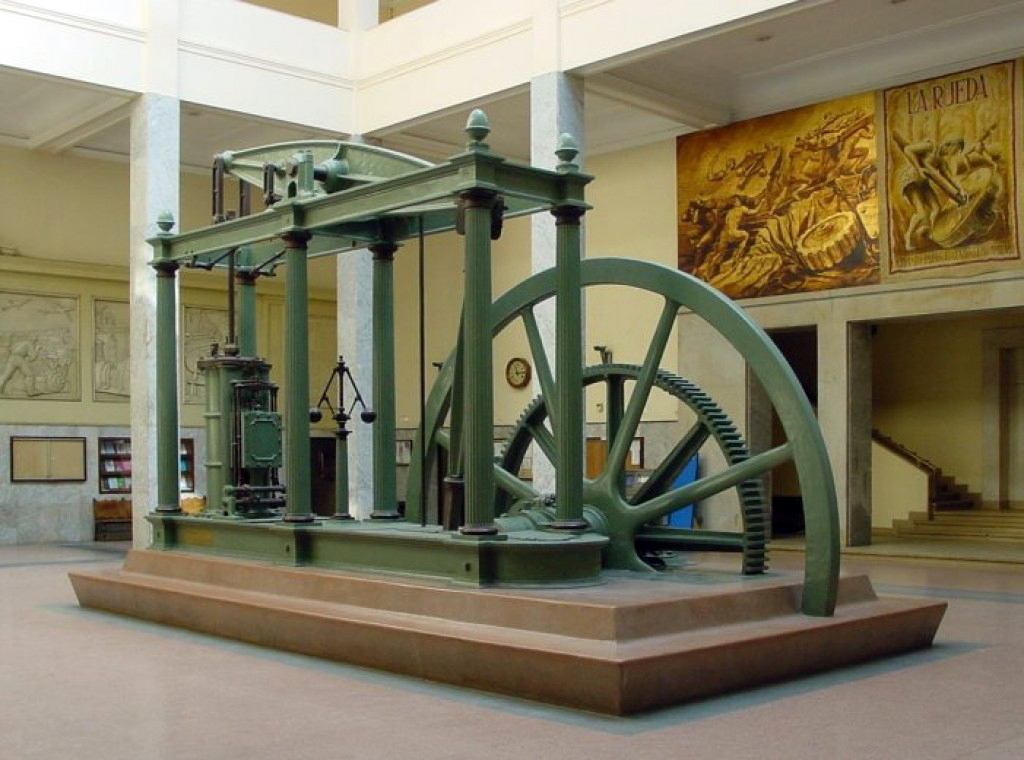
La Máquina de vapor de Watt alimentada principalmente por carbón, impulsó la Revolución Industrial en Gran Bretaña y el mundo

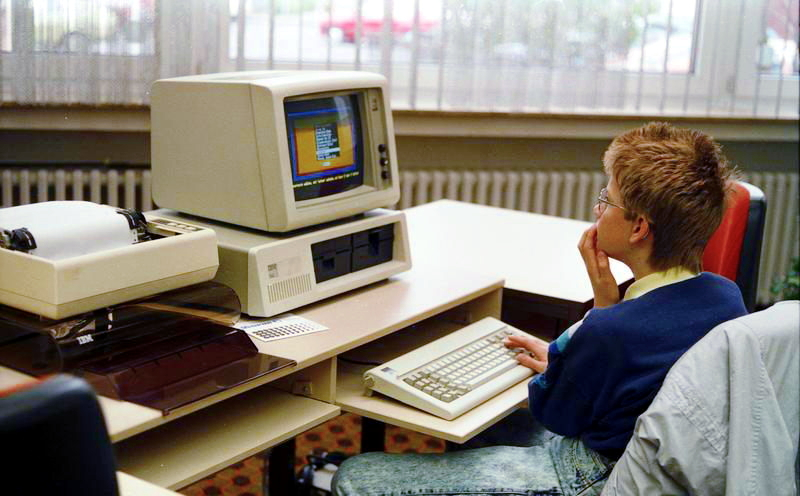
IBM Personal Computer XT en 1988: el PC fue una invención que cambió drásticamente no solo la vida profesional, sino la vida personal también

A lo largo de la historia, el ser humano ha buscado satisfacer sus necesidades a través de la creación de nuevo conocimiento e innovación, logrando el desarrollo de nueva tecnología y ciencia. Debido a las innumerables creaciones y desarrollos que se han llevado a cabo, es difícil lograr establecer parámetros que distingan entre cambios tecnológicos y revoluciones tecnológicas. Es importante señalar que la revolución tecnológica general debiese estar compuesta por distintas revoluciones sectoriales.
Ahora se procederá a identificar varias revoluciones tecnológicas generales que se han producido a lo largo de la historia, siendo beneficiosas para el avance tecnológico:
- Revolución agrícola británica (1600-1740), describe un período de desarrollo agrícola en Gran Bretaña donde se evidenció un incremento muy alto de la productividad agrícola, del rendimiento y de la producción total. Estos hechos provocaron un aumento de población sin precedentes, liberando del campo a un porcentaje significativo de la población, que constituyó la mano de obra de la Revolución industrial.
- Revolución Industrial (1780-1840). Durante este periodo se vivió el mayor conjunto de transformaciones económicas, tecnológicas y sociales de la historia de la humanidad desde el Neolítico,[4] que vio el paso desde una economía rural basada fundamentalmente en la agricultura y el comercio a una economía de carácter urbano, industrializada y mecanizada.[5]
- Revolución Técnica o Segunda Revolución Industrial (1880-1920). Este proceso se produjo en el marco de la denominada Primera globalización que supuso una creciente internacionalización de la economía, que cada vez funcionaba más a escala mundial y que alcanzó más territorios que la primera revolución, que se había limitado a Gran Bretaña, alcanzando ahora casi toda Europa Occidental, Estados Unidos y Japón.[6]
- Revolución verde (1940-1970). Consistió en la siembra de variedades mejoradas de maíz, trigo y otros granos, cultivando una sola especie en un terreno durante todo el año (monocultivo), y la aplicación de grandes cantidades de agua, fertilizantes y plaguicidas. Con estas variedades y procedimientos, la producción es de dos a cinco veces superior a la obtenida con las técnicas y variedades tradicionales de cultivo.
- Revolución información y telecomunicación o la Era de la información (1985-2000). Es una expresión aplicada al período en el que el flujo de información se volvió más rápido que el movimiento físico, y se empezó a utilizar a partir de 1990. Empezó en la segunda parte del siglo XIX con la invención del teléfono y la telegrafía y explotó con la fundación del internet global.
- Tercera revolución industrial, llamada también revolución científico-tecnológica o revolución de la inteligencia dada la importancia en que la tecnología y las comunicaciones han tenido en la transformación de la industria. Caracterizada por la microelectrónica, tecnologías muy avanzadas y sectores centrados en I + D.

### Tecnologías que revolucionaron elsigloXX

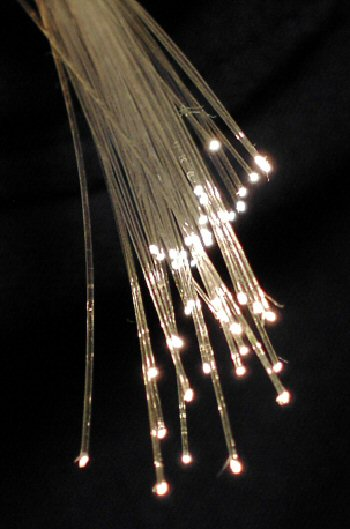
Fibra óptica

- 1904 Radar, Christian alber aitainr, primer sistema anticolisión de buques usando ondas electromagnéticas
- 1942 Misil guiado , Wernher von Braun
- 1945, Bomba atómica, Robert Oppenheimer, Científicos y gobierno estadounidense
- 1946, Computadora digital electrónica, John Presper Eckert, Jr & John W. Mauchly
- 1947, Horno microondas, Percy L. & Spencer
- 1949, Avión a chorro, René Leduc
- 1950, Televisión a color, Peter Carl Goldmark
- 1952, Bomba de hidrógeno, Edward Teller & Stanislaw Ulam
- 1954, Vacuna contra la Poliomielitis, Jonas Salk
- 1957 La URSS desarrolla su programa espacial y son los primeros en lanzar el 4 de octubre de 1957 un satélite artificial (Sputnik 1) a la órbita terrestre  utilizando un cohete R-7.
- 1957,  el 3 de noviembre de 1957 los soviéticos envían a bordo del Sputnik 2 por primera vez a un ser vivo al espacio: la perrita Laika con el fin de estudiar los efectos del viaje espacial en un ser vivo.
- 1959, circuitos integrados, Jack Kilby & Robert Noyce
- 1960, Láser, Arthur L. Schawlow & Gordon Gould
- 1960, Píldora anticonceptiva, Gregory Pincus, John Rock & Minchueh Chang
- 1961 Yuri Alekséyevich Gagarin fue un cosmonauta y piloto soviético que se convirtió en el primer hombre en viajar al espacio exterior, logrando un importante hito en la carrera espacial; su cápsula, Vostok 1, completó una órbita de la Tierra el 12 de abril de 1961.
- 1962 Lanzamiento con éxito de las primeras sondas interplanetarias a Venus (Venera 1) y a Marte en 1962 (Mars 1).
- 1963, el 16 de junio viaja al espacio la primera mujer, Valentina Tereshkova.
- 1965, los soviéticos son los primeros en realizar un paseo espacial mediante el cosmonauta Alekséi Leónov y después lo realiza en 1984 Svetlana Savítskaya.
- 1966, Corazón artificial, Michael Ellis DeBakey
- 1972, Microprocesador, Ted Hoff
- 1971-1972 Desarrollo de Programa Saliut con la construcción, lanzamiento y mantenimiento en órbita de estaciones espaciales, que después se desarrolla con la Estación Espacial MIR (1986-2001) que da paso a la Estación Espacial Internacional.

1975, Fibra óptica, Bell Laboratories
- 1977, Videojuegos, Ralph Baer
- 1983, Teléfono móvil, Martin Cooper
- 1989, WorldWideWeb, Tim Berners-Lee & Robert Cailliau
- 1990, Telescopio espacial Hubble, NASA & la Agencia Espacial Europea

## Impacto
El impacto de la revolución tecnológica se relaciona directamente con un cambio en el modo de vivir del ser humano, en la cultura, costumbres, etc.
Un resultado directo de las revoluciones tecnológicas es el desarrollo de los mileniales o generación Y. Marcada fuertemente por la era del conocimiento.

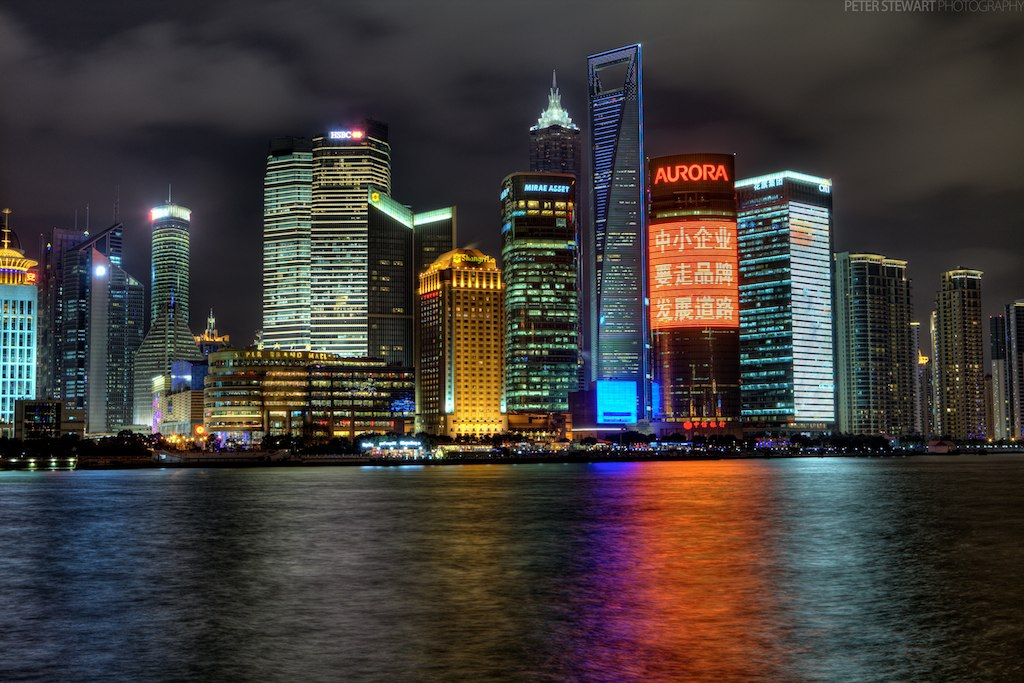
Shanghái es la capital económica de China y el mayor puerto de mercancías del mundo.

Los impactos de cada revolución se diferencian por varios aspectos, uno de ellos es la velocidad en el cual efectúan sus consecuencias. Por ejemplo, los efectos de la revolución industrial (1780) empezaron a ser relevantes entre 1830-1840. Sin embargo, en la actualidad las revoluciones tecnológicas incurren en una velocidad extremadamente rápida. La velocidad que han tomado las revoluciones actuales son sorprendentes. Ejemplo de este fenómeno es la internet, la nanotecnología, el intercambio celular, etc. cuyo desarrollo no ha tomado más de 40 años.
El impacto que ha generado la revolución Industrial y la Revolución Digital en la actualidad se relaciona directamente con el auge económico, social y tecnológico de China e India, estas economías del mundo han dejado el mundo rural y se han ido incorporando las Tecnologías de la información y comunicación como principal competencia en materias de desarrollo. Gracias a esta estrategia, Shanghái , Pekín , Tokio entre otras ciudades se han convertido en los centros tecnológicos del mundo.

## Otros impactos
La revolución tecnológica además de suponer grandes cambios sociales, sobre todo en nuestra forma de comunicarnos,  propone dos elementos importantes. Primero, como lo propone Global Priorities Project, de las Universidades de Oxford y Cambridge, en su texto “Un presente tecnológico risks”, existen en la actualidad amenazas antes inexistentes y sumamente peligrosas que nacieron a raíz del desarrollo tecnológico. Ellos proponen cuatro centrales: suplementos biológicos sintéticos (entiéndase armas biológicas, biowar); ingeniería geológica, es decir la manipulación del clima; autoproducción, es decir, creación de productos propios que no están dentro de la producción de una empresa, ejemplo: impresoras 3D; inteligencia artificial. Otro tema que dejan en entredicho, pero que es fundamental, es la amenaza nuclear y de bombas de hidrógeno. Estos temas centrales suponen para el Global Priorities Project, la cúspide máxima del riesgo para la humanidad arraigado en el desarrollo tecnológico.
Para ellos este hecho trae una lista de marcadas posibles consecuencias, dentro de las que se encuentran:
- Catástrofes a nivel mundial.
- Muertes masivas.
- Geopolíticas débiles y sobrexpuestas-
- El final de la humanidad.
- Desequilibrio medioambiental.

A pesar de lo apocalíptico de sus predicciones, no se puede perder de vista que esto que analizan está puesto en un ambiente hiperbólico donde el uso casi que distópico de los avances tecnológicos están orientados a destruir. No obstante, es texto es valioso para denotar el matiz alarmista que este tema despierta.
El Global Priorities Project propone una serie de posibles soluciones para evitar que estos escenarios catastróficos tengan lugar:
- Llevar el tema a la discusión de políticas públicas.
- Regular el avance tecnológico.
- Concientizar a la población del uso de las tecnologías.
- Crear planes nacionales e internacionales de alertas.

En conclusión, el texto propone escenarios de destrucción posibles gracias a los desarrollos tecnológicos, todo en un tono futurológico y alarmista. Gracias a esto se permiten la posibilidad de proponer algunas soluciones.
Segundo, la transformación misma de la realidad: hemos incluido a nuestro entorno físico una serie de elementos que amplían esa misma corporalidad: el mundo digital, los hologramas y los androides. Elementos que en conjunto nos permiten evidenciar que el sentido de corporalidad y el paradigma empírico se están deslegitimando para adoptar una nueva forma de comprender las realidades incluso si estas no están insertas directamente en el mundo.

## Potencial desarrollo en el futuro
En el futuro no tan lejano, el desarrollo de la nueva Revolución Tecnológica tiene relación directa con el ser humano y su modo de vida. Las principales investigaciones que se están realizando actualmente buscan como objetivo, lograr manejar las grandes incertidumbres y limitaciones del ser humano (la muerte, las enfermedades, las limitaciones físicas, etc.) así como también lograr adecuar un desarrollo que sea sostenible con el medio ambiente a lo largo del tiempo y encaminarse a una mayor optimización de los modos de producción.
Una de las investigaciones que se realiza actualmente y que acerca a pasos agigantados la posibilidad de una nueva revolución, tiene relación con la posibilidad de almacenamiento y transmisión de la información del cerebro a través de un electroencefalograma ( cuyas siglas son EEG) o mediante la estimulación magnética transcraneal. Este estudio se realizó por el científico Rajesh Rao, junto a un grupo de investigadores de la Universidad de Washington, en Estados Unidos.
Por otro lado, se ha definido como cuarta revolución a la industria 4.0, cuya propuesta es lograr crear fábricas inteligentes cuyo objetivo sea lograr adaptarse a las necesidades y a los procesos de producción, así como a una asignación más eficaz de los recursos.
Existen una serie de actores que han estado promoviendo y desarrollando la Industria 4.0, destacando el gobierno alemán , el proyecto denominado "Smart Manufacturing Leadership Coalition (SMLC)" en Estados Unidos, entre otros.
Junto a estos proyectos, actualmente existen distintos tipos de estudios que intentan desarrollar nuevas nanotecnologías, combustibles alternativos y sistemas de energía, biotecnología, ingeniería genética, entre otros.